# Mats Tormod
Mats Tormod född 1946, svensk arkitekt och författare. Fil Doktor i litteraturvetenskap med avhandlingen Till en berättelse om tröst. Eyvind Johnson omläst.
Som arkitekt huvudsakligen verksam i Norrbotten. Har ritat bl. a. Teknikens Hus i Luleå, Björknässkolan gymnasium i Boden, Kiruna Flygplats och Aurorum teknikby vid LTU.
Författare till par romaner på 80-talet, några barnböcker på 90-talet, därefter litteraturstudier med essäer och artiklar.

## Priser och utmärkelser
- Debutant-diplomet 1985
- Manustävlingar barnböcker: Tigerskrot, Tidens förlag och Leopardens sten, NoK
- Vår Bostads Årets novell 2001